# 楊剛 (記者)

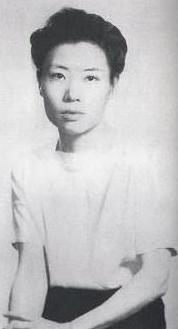
杨刚，1945年摄于美国纽约

杨刚（1905年1月30日—1957年10月7日），笔名杨季徵（又作徵），学名杨缤，女，籍贯湖北沔阳（今仙桃），生于江西萍乡，中国作家、记者。抗日战争时期，与彭子冈、浦熙修、戈扬被誉为后方新闻界的“四大名旦”（她与前二人还被人称作“三剑客”）。

## 生平
祖父杨东禄为秀才，以行医卖字谋生。未及而立即过世。父亲杨会康，曾任民国政府代理湖北省省长。伯父杨介康，光绪十八年（1892年）进士，曾任新会知县。其兄羊枣（杨潮）为著名记者。堂兄杨显东是著名农学家，曾任中国农业部副部长。
1922－1927年，杨刚就读于江西南昌美国美以美会创办的葆灵女子学校。毕业后免试进入燕京大学。她的初恋情人是武汉学生运动、农民运动的领导人之一林源，于1927年7月汪精卫公开反共前夕被秘密杀害。
1928年加入中国共产党，积极从事游行示威等活动组织。1930年被阎锡山政府拘捕入狱。两周后张学良率东北军入关，获释。同年与谢冰莹、潘漠华、孙席珍等发起成立北方“左联”。1932年毕业前夕，因与党小组负责人不和，曾退党。大学毕业后，与北京大学经济系毕业生郑侃结婚。
1933年春参加中国左翼作家联盟。同年秋，应埃德加·斯诺的邀请，回北平，与萧乾共同协助斯诺编译中国现代短篇小说选《活的中国》。1936年，与郑侃一起在北平参与编辑《大众知识》杂志（顾颉刚主持）。
1937年七七事变后，离开北平，在武汉和上海从事救亡运动。1938年与郑侃感情破裂，郑侃独自随所供职的中央银行撤退到福建永安。1938年将毛泽东《论持久战》翻译成英文。1939年夏在香港接替萧乾任《大公报》文艺副刊主编。1941年太平洋战争爆发后，曾访问东江游击队，并取道韶关、衡阳，到达桂林。1943年转至重庆。同年冬郑侃在永安日军轰炸中遇害。
在重庆时期，受周恩来器重，在其领导下做统一战线工作。与费正清成为好友。1944年年赴美就读哈佛大学，兼《大公报》驻美特派员，并为中共从事国际统战。
1948年9月，回香港，担任《大公报》社评委员。促成《大公报》转向中共和王芸生北上，把天津《大公报》改组成了《进步日报》，后担任《进步日报》副总编辑。
1950年，任中华人民共和国外交部政策研究委员会主任秘书。1950年10月底，转任周恩来总理办公室主任秘书。之后，她先后出任中共中央宣传部国际宣传处处长、《人民日报》副总编辑，当选为第一届全国人民代表大会代表、中国共产党第八次全国代表大会代表。1955年曾因车祸造成严重的脑震荡，一直未恢复。
1957年10月7日，在反右运动中自杀。原因众说纷纭，胡乔木说她因遗失了一个重要笔记本，感到十分紧张，“在精神极不正常的情况下不幸离开人间”。一说，是前两天“丁玲、陈企霞反党集团”批判大会对丁玲的严厉批评对她刺激很大，她的退党经历，更增加了心理压力。傅国涌曾认为理想主义的幻灭是深层原因。
女儿郑光迪曾任中国交通部副部长，因受贿被判刑。

## 轶事
美国女作家、曾在燕京大学任教的Grace Boynton（包贵思）是她的好友，并以她为原型创作了长篇小说《河畔淳颐园》（The River Garden of Pure Repose）中的革命女性“柳”。包贵思还为杨刚抚养过孩子。

## 著作
- （英）简·奥斯汀著  杨缤译 《傲慢与偏见》 1935
- 楊剛：《东南行》  1942
- 楊剛：《美国札记》1951 世界知识出版社
- 萧乾编：《杨刚文集》 人民文学出版社 1984年